# Ериче
Ериче (итал. Erice) је насеље у Италији у округу Трапани, региону Сицилија.
Према процени из 2011. у насељу је живело 565 становника. Насеље се налази на надморској висини од 762 м.

## Становништво
| 1936.  | 1951.  | 1961.  | 1971.  | 1981.  | 1991.  | 2001.  | 2011.  |
| ------ | ------ | ------ | ------ | ------ | ------ | ------ | ------ |
| 12.191 | 12.026 | 18.021 | 21.979 | 25.275 | 29.420 | 29.338 | 28.012 |